# Apichai Thiraratsakul
Apichai Thiraratsakul (Thai: อภิชัยธีระรัตน์สกุล; * 28. März 1976, auch Apichai Theeraratsakul transkribiert) ist ein thailändischer Badmintonspieler.

## Karriere
Apichai Thiraratsakul gewann 1995, 1996 und 1997 die thailändische Meisterschaften im Herreneinzel. Bei den Südostasienspielen 1997 wurde er Dritter mit dem thailändischen Herrenteam. 1997 schied er bei der Badminton-Weltmeisterschaft gleich in Runde eins gegen den späteren Weltmeister Peter Rasmussen aus.

## Sportliche Erfolge
| Saison | Veranstaltung               | Disziplin    | Platz | Name                  |
| ------ | --------------------------- | ------------ | ----- | --------------------- |
| 1995   | Thailändische Meisterschaft | Herreneinzel | 1     | Apichai Thiraratsakul |
| 1996   | Thailändische Meisterschaft | Herreneinzel | 1     | Apichai Thiraratsakul |
| 1997   | Südostasienspiele           | Herrenteam   | 3     | Thailand              |
| 1997   | Thailändische Meisterschaft | Herreneinzel | 1     | Apichai Thiraratsakul |
| 1997   | Weltmeisterschaft           | Herreneinzel | 33    | Apichai Thiraratsakul |